# Atticisme

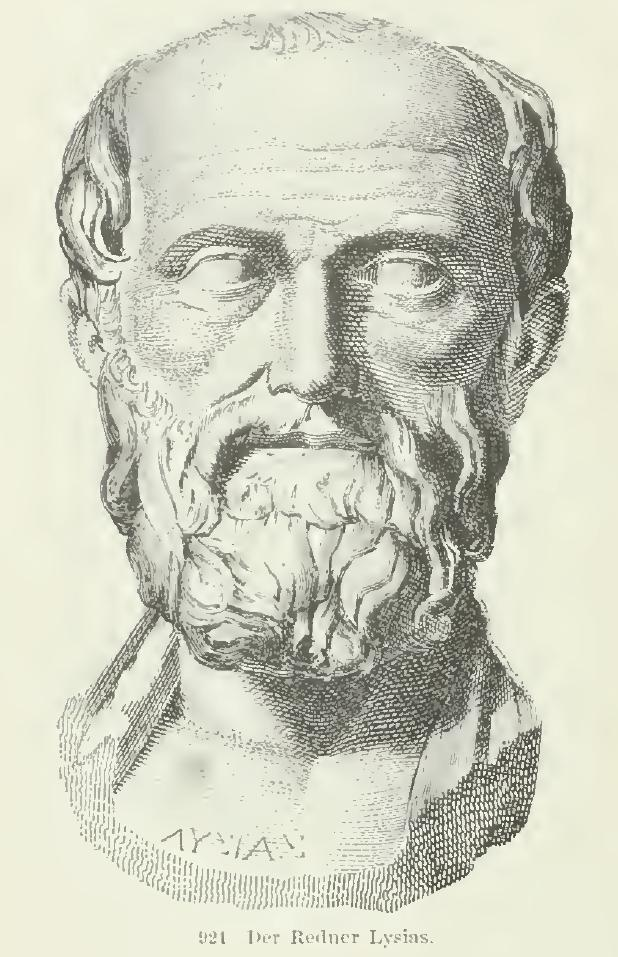
Lysias, considéré avec Démosthène comme l'orateur attique par excellence.

Pour l’article homonyme, voir Atticisme (peinture).
L'atticisme (signifiant littéralement « qui est propre au dialecte attique ») est un courant de la rhétorique grecque, revendiqué comme tel dans le premier quart du Ier siècle av. J.-C. Ce courant est particulièrement marqué par des tournures et expressions caractéristiques d'une langue littéraire, fine et épurée, se voulant proche de celle des orateurs et des artistes du Ve siècle av. J.-C.. L'atticisme s'oppose ainsi d'une part à l'asianisme, dont il est la réaction, d'autre part au grec parlé de l'époque, qui pour sa part a poursuivi simultanément son évolution vers la koinè.
Par extension (ou affectation de langage), ce terme en vient à désigner tout classicisme à travers l'histoire, notamment dans les domaines artistiques.
On peut voir dans la katharévousa un usage ultérieur de la langue grecque en lien avec la tradition atticiste en Grèce.

## Définition

### Un certain usage de la langue
L'atticisme désigne tout d'abord les particularités de style des grands orateurs attiques, à savoir une certaine idée de la précision, de la pureté de la langue et de la vigueur de l’expression. L’atticisme a été apprécié pour son alliance d’élégance et de sobriété, notamment par Quintilien, le grand réformateur de l’art oratoire latin au Ier siècle apr. J.-C., père de la rhétorique médiévale et de la Renaissance. Il vantait ses vertus d’objectivité et de précision face à l’ornementation excessive et séductrice (donc trompeuse) de l’asianisme et du style courtisan de Sénèque.

### Un style marqué par l'opposition
Par extension, l'atticisme s'oppose au manque de raffinement et de culture artistique ou littéraire de l'esprit béotien et du philistinisme.
Louis Aguettant, utilisant le terme pour qualifier la musique de Gabriel Fauré, précise : « …l’atticisme, qui se définit si bien par ses contraires : l’emphase, l’outrance, la vulgarité, la lourdeur, l’affectation, l’effort - l’atticisme qui n’appuie pas, qui n’insiste pas, qui ne crie jamais, qui n’emploie jamais plus de mots ou de notes qu’il n'en faut, qui a le sens inné du choix et de la mesure, qui est la forme suprême du goût, dans un parfait naturel. »

## Histoire

### Atticisme antique

#### La revendication de l'atticisme (Iersiècleav. J.-C.)

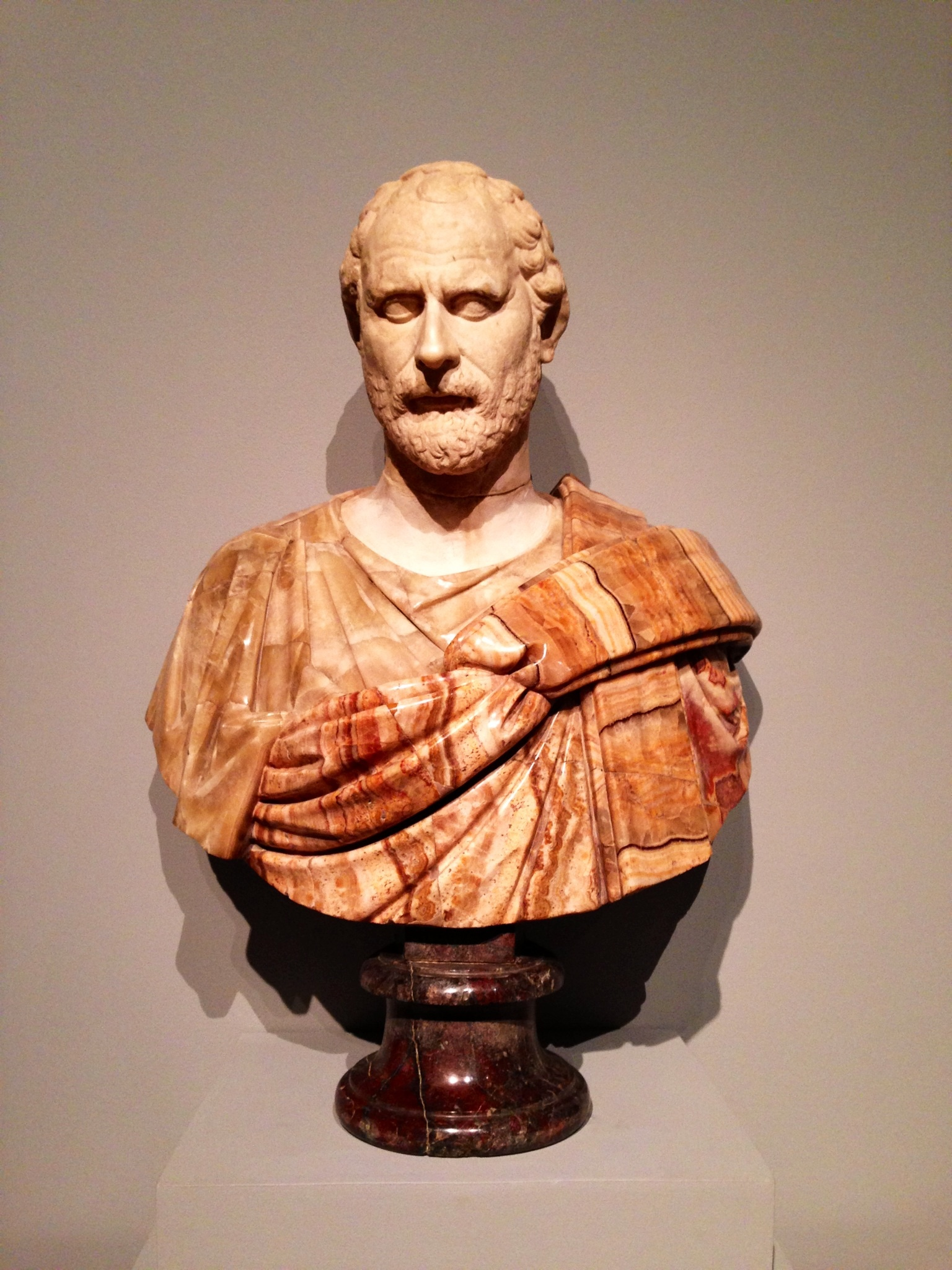
Buste de Démosthène, mis en avant par Cicéron.

Apparu à Rome à l'époque de Cicéron, l'atticisme a passé à ses débuts pour un retour aux canons classiques des orateurs attiques après les outrances du style prétentieux de l'asianisme et de la rhétorique sophistique. Dans deux ouvrages, le De optimo genere oratorum et le Orator ad Brutum, Cicéron polémiqua contre les attiques romains qui prenaient Lysias comme modèle d'orateur, et mit en avant Démosthène, qui représentait pour lui l'atticisme authentique et complet.
Bien que le langage dépouillé de l'atticisme devînt à la longue aussi sophistiqué et orné que les péroraisons qu'il était censé supplanter, sa simplicité originelle lui permit de rester compréhensible à tout le monde grec de l'Antiquité. Il contribua ainsi à maintenir vivants des liens culturels vitaux autour de la Méditerranée et même au-delà.
Représenté à son apogée par des rhéteurs comme Denys d'Halicarnasse, des grammairiens tels Hérodien et Phrynichos Arabios à Alexandrie, l'atticisme se développe aux siècles suivants. Il se répand avec la diffusion du christianisme et l'autorité croissante des Pères de l'Église, saint Augustin ou saint Jérôme, chez qui l'on note l'influence de Quintilien. Il leur fournit un outillage rhétorique, et imprègne toute la culture grecque postérieure, au point de supplanter même le grec parlé, ancêtre du grec moderne, qui reste dans l'ombre et dont on ne retrouve aujourd'hui des témoignages écrits que dans des documents privés et des textes de littérature populaire.

### L'atticisme duMoyen Âgeà nos jours

#### Dans la littérature
Des auteurs admirés et fréquemment imités comme Lucien de Samosate étaient eux-mêmes tenants de l'atticisme, si bien que ce style survit jusqu'à la Renaissance, lorsque le flambeau de ce classicisme est repris par les étudiants non-Grecs des réfugiés byzantins. L'érudition de la Renaissance, fondement des humanités dans l'Occident chrétien, a repris à son compte le jugement antique sur la valeur didactique du classicisme et du bon goût atticisant, relayant ainsi pour plusieurs siècles le sentiment de supériorité athénien de la période hellénistique.

#### Dans la peinture

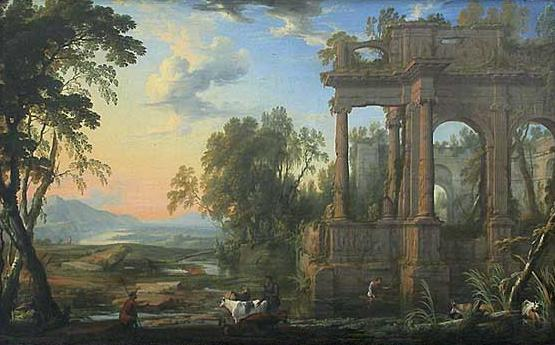
Paysage avec ruine de Pierre Patel.

L'idéal de sobriété, de précision et de pureté du langage mis en avant dans l'atticisme se retrouve d'une certaine manière dans le classicisme français du XVIIe siècle. L'atticisme devient même un courant de la peinture classique française entre les années 1647 et 1660. Son style se veut savant et rigoureux, proche de celui de Raphaël, et se pose en réaction au lyrisme et aux effusions baroques.

### Sources
- (en) Cet article est partiellement ou en totalité issu de l’article de Wikipédia en anglais intitulé « Atticism » (voir la liste des auteurs).
- Jean Bayet, Littérature latine, Armand Colin, coll. « U Littérature », « L'âge cicéronien »
- Définition d'atticisme dans Le Trésor de la langue française